# Liste der Musikmarkt-Chartsongs (1959)
Die Liste der Musikmarkt-Chartsongs (1959) ist eine vollständige Liste der Chartsongs, die sich im Kalenderjahr 1959 (Juli bis Dezember) in der Zeitschrift Musikmarkt in der Bundesrepublik platzieren konnten. Die Musikmarkt-Charts, die zum 1. Juli 1959 den Vorgänger der Automatenmarkt-Charts ablösten, die von März 1954 bis Juni 1959 die monatlichen Chart-Erhebungen veröffentlichten, entsprechen dem vereinheitlichten US-amerikanischen Billboard-System, das bereits im August 1958 die bislang getrennten Berechnungen in den Kategorien Best Selling, Jukebox und Disc Jockey zu einer offiziellen Top 100-Liste zusammenfügte, die bereits seit 1955 wöchentlich inoffiziell im Magazin abgedruckt wurde. Ab Juli 1959 wurden die Automatenmarkt-Charts durch die Erhebungen der neu herausgegebenen Fachzeitschrift Musikmarkt abgelöst, die im Gegensatz zu ihrem Vorgänger auch Daten zum Tonträger- und Notenverkauf sowie zum Airplay-Einsatz in der Tabellenberechnung berücksichtigte.

## Änderungen in der Erhebung
Wesentlichstes Merkmal der neu berechneten Charts ist eine schrittweise Listenerweiterung, die im Juli 1959 mit einer Top 20 startete und bereits im September zu einer Top 30 erweitert wurde. Im November und Dezember wurden Charts mit vierundsechzig bzw. siebzig Plätzen erhoben, bevor sich ab 1960 nach einer kürzeren Phase mit Top 60 und Top 40-Berechnungen ab Juli die feste Top 50-Liste durchsetzte, die bis einschließlich Dezember 1964 genutzt wurde. Ab dem 1. Januar 1965 wurden die Charts jeweils zum 01. und 15. eines Kalendermonats in einem zweiwöchigen Zyklus in einer Top 40-Erhebung präsentiert.
Eine Besonderheit für das Jahr 1959 bestand darin, sich A- und B-Seiten einer Single noch getrennt berechnet wurden. Weiterhin konnten sich Cover-Versionen separat platzieren, bevor ab Januar 1960 Originalsongs und Neubearbeitungen unabhängig von Interpret, Sprache und eventuellen Instrumentalbearbeitungen auf einen Chartrang gesetzt wurden. Diese Regelung blieb bis zum Wechsel auf das zweiwöchige Erhebungssystem  ab dem 1. Januar 1965 gültig.

## Statistik

### Jahresanteil nach Labeln
| Label      | Anzahl Titel | Interpreten |
| ---------- | ------------ | --- |
| Ariola     | 5            | Die Colombinos, Eddie Constantine, Dalida, Jan & Kjeld, Raymond Lefèvre, Jimmy Makulis, Josef Niessen, Tommy Voss, Ilse Werner, Gert Wilden |
| Atlantic   | 1            | Bobby Darin, Richard Wess |
| Brunswick  | 2            | Charles „Bud“ Dant, Carl Dobkins Jr., Earl Grant |
| Columbia   | 7            | Paul Anka, Friedel Berlipp, Fred Bertelmann, Don Costa, The Drifters, Rocco Granata, Chris Howland, Cliff Richard, Trio San José |
| Decca      | 6            | Die Fellows, Silvio Francesco, Werner Müller, Klaus Ogermann, das RIAS-Tanzorchester, Vico Torriani, Caterina Valente |
| Electrola  | 15           | Ralf Bendix, Friedel Berlipp, die Bernd Hansen-Sänger, Fred Bertelmann, Hans Blum, Will Brandes, Conny, Angèle Durand, Arno Gillo, die Hansen Boys & Girls, Little Gerhard, die Nilsen Brothers, Lloyd Price, Wolfgang Sauer, Franz Thon |
| Heliodor   | 1            | John Buck, Henry Levine |
| London     | 4            | Johnny and the Hurricanes, Billy Vaughn |
| Metronome  | 3            | Chris Barber's Jazz Band, das Eichner-Duo, The Monty Sunshine Quartet |
| MGM        | 1            | Connie Francis, David Rose |
| Odeon      | 1            | Karl Heinz Fries, Die Mainzer Hofsänger |
| Philips    | 8            | Rolf Anders, Heidi Brühl, Jimmy Driftwood, Delle Haensch, Willy Hagara, Johnny Horton, Stonewall Jackson, Mitch Miller, Dietmar Schönherr, Gerhard Wendland |
| Polydor    | 31           | Alice & Ellen, Louis Armstrong, Melitta Berg, die Blauen Jungs, Werner Cyprys, Cindy Ellis, die Geschwister Fahrnberger, Johannes Fehring, Freddy Gabriele, William Galassini, Max Greger, Carl de Groof, Erwin Halletz, das Hazy Osterwald-Sextett, die Heidesänger, Ted Herold, die Honey Twins, die James Brothers, Bert Kaempfert, Tommy Kent, Peter Kraus, Mario Migliardi, Domenico Modugno, Ralf Paulsen, Bill Ramsey, Viktor Reschke, Ralf Roberts, Ivo Robić, Werner Scharfenberger, die Song-Masters, die Teddies, Tom & Tommy, Werner Twardy, Horst Wende |
| RCA        | 3            | The Browns, The Jordanaires, Elvis Presley |
| Sonet      | 1            | Santo & Johnny |
| Telefunken | 5            | Lys Assia, das Cornel-Trio, Detlef Engel, Arno Flor, Gitta Lind, Werner Müller, Bubi Scholz, die Sunnies die Twens, Christa Williams |

### Deutschsprachige Titel
| Anteil deutschsprachiger Titel | Gesamtzahl Titel | Prozentwert |
| ------------------------------ | ---------------- | ----------- |
| 70                             | 94               | 74,5        |

## Ersteinstiege
Juli

1 Freddy (Freddy Quinn) mit dem Tanzensemble Bert Kaempfert – Die Gitarre und das Meer (Beguine aus dem gleichnamigen Melodie-UFA-Film)

2 Caterina Valente mit Werner Müller & dem RIAS-Tanzorchester – Tschau Tschau Bambina...! (Ciao, ciao, Bambina...!)

3 Chris Barber's Jazz Band – Petite fleur

4 Dalida mit Raymond Lefèvre & seinem Orchester – Am Tag, als der Regen kam (Regenballade)

5 Melitta Berg mit Horst Wende & seinen Tanzsolisten – Nur, du, du du allein (To Know Him Is to Love Him)

6 Chris Howland mit Friedel Berlipp (Berry Lipman) & seiner Studio Band – Das hab ich in Paris gelernt

7 Die Nilsen Brothers mit Friedel Berlipp (Berry Lipman) & seiner Studio Band – Tom Dooley

8 Peter Kraus mit dem Orchester Erwin Halletz – Kitty Cat (Foxtrot aus dem Divina-Melodie-Gloria-Film "Alle lieben Peter")

9 Tommy Kent mit Horst Wende & seinen Tanzsolisten – Susie Darlin'

10 Gitta Lind & Christa Williams mit Arno Flor & seinem Tanzorchester – My Happiness (Immer will ich treu dir sein)

11 Peter Kraus mit dem Orchester Werner Scharfenberger – Sugar-Baby (Foxtrot aus dem Melodie-Constantin-Film "Wenn die Conny mit dem Peter)

12 Domenico Modugno con William Galassini e la sua orchestra, all' organo Hammond: Mario Migliardi – Piove (Ciao ciao Bambina)

13 Fred Bertelmann & die Hansen Boys & Girls (das Hansen-Quartett) mit Friedel Berlipp (Berry Lipman) & seiner Studio Band – Ihr zartes Lächeln (Her Hair Was Yellow)

14 Billy Vaughn & his Orchestra – Blue Hawaii

15 Connie Francis with David Rose & his Orchestra – My Happiness

16 Earl Grant with John „Bud“ Dant & his Orchestra & Chorus – The End (Jeder Tag geht zu Ende)

17 Die Honey Twins mit dem Orchester Max Greger – Charly Brown

18 Billy Vaughn & his Orchestra – Aloha Oe

19 Caterina Valente mit Werner Müller & dem RIAS-Tanzorchester – La strada del amore

20 Tom & Tommy mit Horst Wende & seinen Tanzsolisten – Eine Handvoll Heimaterde

August

8 Hans Blum mit Franz Thon & seinem Orchester – Charly Brown

14 Louis Armstrong & Gabriele (Gabriele Clonisch) mit dem Orchester Erwin Halletz – Onkel Satchmo's Lullaby (Slowfox aus dem Alfa-Farbfilm der Gloria „La Paloma“)

15 Elvis Presley with The Jordanaires – I Need Your Love Tonight

17 Trio San José – Ave Maria no morro

September

14 Paul Anka, arranged & conducted by Don Costa – Lonely Boy (from GMG Production „Girl's Town“)

15 Heidi Brühl mit Rolf Anders (Heinz Alisch) & seinem Orchester & Chor – Chico Chico Charlie (Peek-a-Booin')

16 Conny (Conny Froboess) & der Teenager-Club mit Friedel Berlipp (Berry Lipman) & seiner Film Band – Mr. Music (Skiffle-Fox aus dem Melodie-Sascha-Farbfilm „Wenn das mein großer Bruder wüsste“)

17 Lloyd Price & his Orchestra, Arrangement: Don Costa – Personality

24 Johnny Horton, Arrangement: Jimmy Driftwood – The Battle of New Orleans

25 Conny (Conny Froboess) & die Hansen Boys & Girls (das Hansen-Quartett) mit Friedel Berlipp (Berry Lipman) & seinen Musette-Musikanten – Kleine Lucienne (Musette-Walzer aus dem Aura-Prisma-Film "Ja, so ein Mädchen mit 16 (Die schönsten Ferien meines Lebens)")

26 Ted Herold mit dem Orchester Johannes Fehring – Ich bin ein Mann (I'm a Man)

28 Elvis Presley with The Jordanaires – A Big Hunk o' Love

28 Die James Brothers mit dem Orchester Werner Scharfenberger – Cowboy Billy (Foxtrot aus dem Alfa-Melodie-Gloria-Film "Melodie und Rhythmus")

30 Peter Kraus mit dem Orchester Werner Scharfenberger – Wunderbar wie du (langsamer Foxtrot aus dem Alfa-Melodie-Gloria-Film "Melodie und Rhythmus")

Oktober

7 Bill Ramsey mit dem Orchester Werner Twardy – Souvenirs (Foxtrot aus dem Mundus-Constantin-Film "Kein Mann zum Heiraten")

18 John Buck (Barry De Vorzon) & his Blazers, Arrangement: Henry Levine – Chi Chi

19 Cliff Richard & the Drifters (the Shadows) – Living Doll (from Film "Serious Charge")

29 Ivo Robić & die Song-Masters – Morgen (One More Sunrise)

30 Stonewall Jackson – Waterloo

November

5 Das Hazy Osterwald-Sextett – Kriminal-Tango

6 Billy Vaughn & his Orchestra – Morgen (One More Sunrise)

9 Freddy (Freddy Quinn) mit Bert Kaempfert & seinen Solisten – Unter fremden Sternen (fährt ein weißes Schiff nach Hongkong) (Slow-Rock aus dem Melodie-Constantin-Film "Freddy unter fremden Sternen")

12 Peter Kraus mit dem Orchester Johannes Fehring – Ich bin ja so allein (Lonely Boy)

19 The Browns – The Three Bells (Les trois cloches)

20 Jimmy Makulis mit dem Tanzorchester Gert Wilden – Gitarren klingen leise durch die Nacht

21 Rocco Granata & sein Quintetto Italiano – Marina

22 Gerhard Wendland & die Moonlights – Sie (My Heart Is an Open Book)

23 Caterina (Caterina Valente) & Silvio (Silvio Francesco) – Es war in Portugal im Mai

24 Ralf Paulsen mit dem Orchester Erich Werner – Tränen in deinen Augen (Chi Chi)

25 Carl Dobkins Jr. – My Heart Is an Open Book

29 Das Eichner-Duo – Der alte Lumpensammler

31 Mitch Miller & his Orchestra & Chorus – Jonny, sing dein Lied noch mal (Sing along)

34 Die Blauen Jungs mit dem Orchester Werner Scharfenberger – Solang du einen Freund hast

36 Eddie Constantine & die Colombinos mit dem Orchester Tommy Voss – Carina

38 Die Mainzer Hofsänger, Leiter: Karl Heinz Fries – So ein Tag, so wunderschön wie heute

39 Heidi Brühl mit Rolf Anders (Heinz Alisch) & seinem Orchester & Chor – Immer, wenn du bei mir bist (Suddenly)

40 Die Geschwister Fahrnberger mit dem Orchester Carl de Groof – Zwei Täler weiter

41 Caterina Valente mit Werner Müller & dem RIAS-Tanzorchester – Schau ich zum Himmelszelt (Slow-Rock aus dem CCC-Film "Du bist wunderbar" im Gloria-Filmverleih")

42 Die Nilsen Brothers mit Friedel Berlipp (Berry Lipman) & seiner Band – Tom Dooley II (Tom Dooley, du bist ein guter Mann)

44 Dietmar Schönherr mit dem Orchester Rolf Anders (Heinz Alisch) – Such das Glück der Welt (The Hanging Tree)

45 Tommy Kent mit Viktor Reschke & seinem Fernseh-Orchester – Wie keine andere (o Mona) (Personality)

49 Conny (Conny Froboess) & die Hansen Boys & Girls (das Hansen-Quartett) mit Friedel Berlipp (Berry Lipman) & seinen Musette-Musikanten – Little Girl (Foxtrott aus dem Aura-Prisma-Film "Ja, so ein Mädchen mit 16 (Die schönsten Ferien meines Lebens)")

50 Lys Assia mit Orchester & Chor – Wenn die Glocken hell erklingen (The Three Bells) (Les trois cloches)

51 Ralf Roberts mit dem Orchester Johannes Fehring – Der Leierkastenmann von Notre Dame

52 Die Teddies mit Werner Cyprys & Horst Wende & seinen Tanzsolisten – Morgen wirst du um mich weinen (Slowfox aus dem gleichnamigen Cinelux-Cosmopol-Film)

54 Detlef Engel & die Twins – Good Night, My Little Girl (A Boy without a Girl)

55 Max Greger & sein Orchester – Moskauer Nächte (Подмосковные вечера)

56 Bubi Scholz mit Werner Müller & seinem Orchester – Sie hat nur Bluejeans (We've Got a Secret)

57 Will Brandes mit dem Hans Blum-Ensemble – Marina

58 Vico Torriani mit Klaus Ogermann (Claus Ogerman) & seinem Orchester – Piano

60 Bobby Darin with Richard Wess & his Orchestra – Mack the Knife

61 Little Gerhard & die Hansen Boys & Girls (das Hansen-Quartett) mit Friedel Berlipp (Berry Lipman) & seiner Studio Band – Juke-Box-Baby

62 The Monty Sunshine Quartet – Si tu vois ma mère

63 Gitta Lind, die Sunnies (das Sunshine-Quartett) & das Cornel-Trio mit dem Orchester Addy Adrigo (Arno Flor) – Eine Kette weißer Blüten (Jacky, oh Jacky)

64 Cindy Ellis mit Viktor Reschke & seinem Fernseh-Orchester – Denkst du noch an mich

Dezember

9 Peter Kraus mit dem Orchester Johannes Fehring – Tiger

17 Ralf Bendix & die Hansen Boys mit Friedel Berlipp (Berry Lipman) & seiner Band – Kriminal-Tango

18 Freddy (Freddy Quinn) mit Bert Kaempfert & seinen Solisten – Du musst alles vergessen (Ay-Ay-Ay-Amigo) (Slowfox aus dem Melodie-Constantin-Film "Freddy unter fremden Sternen")

24 Johnny & the Hurricanes – Red River Rock

27 Conny (Conny Froboess) mit Friedel Berlipp (Berry Lipman) & seiner Band – Ein Mädchen mit 16 (Swing aus dem Aura-Prisma-Film "Ja, so ein Mädchen mit 16 (Die schönsten Ferien meines Lebens)")

28 Wolfgang Sauer mit Studio-Orchester & Chor – Wenn die Glocken hell erklingen (The Three Bells)

39 Paul Anka, arranged & conducted by Don Costa – Put Your Head on My Shoulder

43 Fred Bertelmann & Chris Howland mit Friedel Berlipp (Berry Lipman) & seiner Band – Der Dumme im Leben ist immer der Mann (Swing-Duett aus dem Zeyn-Union-Film "Das blaue Meer und du")

45 Ted Herold mit dem Orchester Johannes Fehring – Hey Baby (A Big Hunk o' Love)

47 Santo & Johnny – Sleep Walk

53 Willy Hagara mit Delle Haensch & seinem Orchester & Chor – Dinge-dange-dong macht die Gitarre (Gotta, Lotta Songs of My Guitar)

54 Die Blauen Jungs mit dem Orchester Werner Scharfenberger – Wie schön wär's jetzt zuhause (langsamer Foxtrot aus dem Ullrich-Ufa-Film "Das Paradies der Matrosen")

55 Fred Bertelmann & die Bernd Hansen-Sänger mit Friedel Berlipp (Berry Lipman) & seiner Band – Das blaue Meer und du (Ballade in Cha-Cha aus dem gleichnamigen Zeyn-Union-Film)

57 Jan & Kjeld – Tiger Rag

60 Alice, Ellen (Alice & Ellen Kessler) & Peter (Peter Kraus) mit dem Orchester Werner Scharfenberger – Honey-Moon

61 Die Fellows – Donna Maria (Ave Maria no morro)

63 Die Heidesänger mit dem Orchester Carl de Groof – Rote Rosen, weißer Flieder

65 Ilse Werner mit dem Orchester Josef Niessen – Baciare

67 Angèle Durand & die Hansen Girls mit Friedel Berlipp (Berry Lipman) & seiner Band, Arrangement: Arno Gillo – Musik aus dem Himmel

## Tabelle (Singles)
| Interpret                                                                                       | Titel Autor(en) | Charteinstieg | Monate | HP | Labelnummer                               | Bemerkungen |
| ----------------------------------------------------------------------------------------------- | --- | ------------- | ------ | -- | ----------------------------------------- | --- |
| Alice, Ellen & Peter mit dem Orchester Werner Scharfenberger                                    | Honey-Moon Werner Scharfenberger, Fini Busch | 01.12.1959    | 1      | 60 | Polydor 24 131                            | Honey-Moon war der erste Charterfolg der Kessler-Zwillinge, die bereits seit 1955 als Varieté-Tänzerinnen im Lido (Varieté) in Paris Erfolge gefeiert hatten. |
| Paul Anka, arranged & conducted by Don Costa                                                    | Lonely Boy (from MGM Production „Girl's Town“) Paul Anka | 01.09.1959    | 4      | 8  | Columbia C 21 228 / Columbia 45-DW 5730   | Originalversion aus dem Jugenddrama Blonde Locken – scharfe Krallen (1959) von Charles F. Haas. Der Song hielt sich 1959 vier Wochen an der Spitze der Billboard Hot 100-Charts. |
| Paul Anka, arranged & conducted by Don Costa                                                    | Put Your Head on My Shoulder Paul Anka | 01.12.1959    | 1      | 39 | Columbia C 21 294 / Columbia 45-DW 5748   | Der Song erreichte 1959 Platz 2 der Billboard Hot 100-Charts. |
| Louis Armstrong & Gabriele mit dem Orchester Erwin Halletz                                      | Onkel Satchmo's Lullaby (Slowfox aus dem Alfa-Farbfilm der Gloria „La Paloma“) Erwin Halletz, Hans Bradtke                                                              | 01.08.1959    | 5      | 9  | Polydor 24 034                            | Originalversion aus dem Musikkomödie La Paloma (1959) von Paul Martin. |
| Lys Assia mit Orchester & Chor                                                                  | Wenn die Glocken hell erklingen (The Three Bells) (Les trois cloches) Jean Villard, Dick Manning, Günther Schwenn, Michael Freytag                                      | 01.11.1959    | 2      | 15 | Telefunken U 55 190                       | Deutschsprachige Version des 1959 veröffentlichten US-Hits The Three Bells mit dem das County-Geschwistertrio The Browns die Spitze der Billboard Hot 100 sowie der Country-Charts erreichte. The Three Bells ist wiederum eine Cover-Version des französischsprachigen Schweizer Originals Les trois cloches aus der Feder von Jean Villard, das 1946 durch eine A-cappella-Version von Édith Piaf und der Vokalgruppe Les Compagnons de la chanson bekannt wurde. |
| Ralf Bendix & die Hansen Boys mit Friedel Berlipp & seiner Band                                 | Kriminal-Tango Piero Trombetta, Kurt Feltz | 01.12.1959    | 1      | 17 | Electrola E 21 309 / Electrola 45-EG 9007 | Weitere Version der Schlagerballade, der im deutschsprachigen Raum primär durch das Hazy Osterwald-Sextett Ruhm erlangte. |
| Melitta Berg mit Horst Wende & seinem Tanzsolisten                                              | Nur du, du, du allein (To Know Him Is to Love Him) Phil Spector, Joachim Relin                                                                                          | 01.07.1959    | 5      | 5  | Polydor 23 913                            | Deutschsprachige Textversion des Hits To Know Him Is to Love Him der US-Popband the Teddy Bears, in der der spätere Musikproduzent Phil Spector selbst als Backgroundsänger und Gitarrist tätig war. Die Single erreichte 1958 Platz 1 der Billboard-Verkaufscharts sowie jeweils Platz 1 der Country- & R&B-Charts. |
| Fred Bertelmann & die Bernd Hansen-Sänger mit Friedel Berlipp & seiner Band                     | Das blaue Meer und du (Ballade in Cha-Cha aus dem gleichnamigen Zeyn-Union-Film) Charly Niessen, Peter Ström                                                            | 01.12.1959    | 1      | 55 | Electrola E 21 258 / Electrola 45-EG 8983 | Originalversion aus der Musikkomödie Das blaue Meer und Du (1959) von Thomas Engel. |
| Fred Bertelmann & Chris Howland mit Friedel Berlipp & seiner Band                               | Der Dumme im Leben ist immer der Mann (Swing-Duett aus dem Zeyn-Union-Film "Das blaue Meer und Du") Charly Niessen, Peter Ström                                         | 01.12.1959    | 1      | 43 | Columbia C 21 260 / Columbia 45-DW 5738   | Originalversion aus dem Musikkomödie Das blaue Meer und Du. |
| Fred Bertelmann & die Hansen Boys & Girls mit Friedel Berlipp & seiner Studio Band              | Ihr zartes Lächeln (Her Hair Was Yellow) Gloria Shayne Baker, Noel Paris, Heinz Hellmer                                                                                 | 01.12.1959    | 5      | 12 | Electrola E 21 092 / Electrola 45-EG 8900 | Deutschsprachige Version des Originalsongs Her Hair Was Yellow, den Marty Wilde 1958 auf der B-Seite seiner Hitsingle Endless Sleep herausbrachte. |
| Die Blauen Jungs mit dem Orchester Werner Scharfenberger                                        | Solang du einen Freund hast Werner Scharfenberger, Fini Busch | 01.11.1959    | 2      | 30 | Polydor 24 051                            | |
| Die Blauen Jungs mit dem Orchester Werner Scharfenberger                                        | Wie schön wär's jetzt zuhause (langsamer Foxtrot aus dem Ullrich-Ufa-Film "Das Paradies der Matrosen") Werner Scharfenberger, Fini Busch                                | 01.12.1959    | 1      | 54 | Polydor 24 123                            | Originalversion aus der Musikkomödie Paradies der Matrosen (1959) von Harald Reinl. |
| Hans Blum mit Franz Thon & seinem Orchester                                                     | Charly Brown Jerry Leiber, Mike Stoller, Carl-Ulrich Blecher | 01.08.1959    | 5      | 5  | Electrola E 21 184 / Electrola 45-EG 8947 | Deutschsprachige Version des 1959 veröffentlichten US-Comedy-Hits Charlie Brown der R&B-Gruppe the Coasters, der jeweils Platz 2 der Billboard 100 Hot- und der R&B-Charts erreichte. Original wie Cover-Versionen besingen den Schüler Charlie Brown, der mit einer Unzahl an Streichen den Schulbetrieb aus den Angeln hebt. |
| Will Brandes mit dem Hans Blum-Ensemble                                                         | Marina Rocco Granata, Axel Weingarten | 01.11.1959    | 2      | 13 | Electrola E 21 305 / Electrola 45-EG 9005 | Deutschsprachige Version des 1959 veröffentlichten gleichnamigen italienischen Originals von Rocco Granata. |
| The Browns                                                                                      | The Three Bells (Les tros cloches) Jean Villard, Bert Reisfeld | 01.11.1959    | 2      | 19 | RCA 47-755                                | The Browns waren ein in den 1950er und 1960er Jahren aktives Country-Gesangstrio um die Geschwister Jim Ed Brown, Maxine Brown und Bonnie Brown, die mit The Three Bells ihren größten Verkaufshit feierten und die Spitze der Billboard Hot 100- und Country-Charts erreichten. |
| Heidi Brühl mit Rolf Anders & seinem Orchester & Chor                                           | Chico Chico Charlie (Peek-a-Booin') John Abro, Joe Sauter, Tony Bennett, Fred Seltzer                                                                                   | 01.09.1959    | 4      | 5  | Philips 345 150 PF                        | Deutschsprachige Version des Popsongs Peek-a-Booin von Rosemary June. Heidi Brühl, die mit Chico Chico Charlie ihren ersten Charterfolg feierte, war zuvor bereits als Hauptdarstellerin in der norddeutschen Immenhof-Trilogie (1955–1957) tätig gewesen. |
| Heidi Brühl mit Rolf Anders & seinem Orchester & Chor                                           | Immer, wenn du bei mir bist (Suddenly) Mike Pratt, Kurt Hertha | 01.11.1959    | 2      | 38 | Philips 345 160 PF                        | Deutschsprachige Version Songs Suddenly von Petula Clark (nicht zu verwechseln mit dem Klassiker Suddenly There's a Valley). Der Originalsong gehört zu den unbekannteren Werken Clarks und wurde im englischsprachigen Bereich nicht als Single herausgebracht. |
| John Buck & his Blazers, Arrangement: Henry Levine                                              | Chi Chi Mike Pratt, Kurt Hertha | 01.10.1959    | 3      | 18 | Heliodor 45 3028                          | John Buck ist ein Pseudonym des US-amerikanischen Komponisten und Songwriters Barry De Vorzon (* 1934). Im gleichen Jahr brachte der deutsche Schlager- & Countrysänger Ralf Paulsen mit Tränen in deinen Augen eine deutsche Textversion heraus. |
| Caterina & Silvio                                                                               | Es war in Portugal im Mai Peter De Angelis, Bob Marcucci, Peter Göhler, Fred Gahn                                                                                       | 01.11.1959    | 2      | 23 | Decca D 18 965                            | Deutschsprachige Version des 1958 von Peter De Angelis komponierten Instrumentalstücks Holiday in Naples. |
| Chris Barber's Jazz Band                                                                        | Petite fleur Sidney Bechet | 01.07.1959    | 6      | 3  | Metronome B 45-1167                       | Petite fleur ist ein 1952 von dem US-amerikanischen, in den letzten Jahren seiner Karriere in Paris tätigen Saxophonisten und Klarinettisten Sidney Bechet (1897–1959) komponierter Jazzstandard. Der britische Bandleader Chris Barber (1930–2021) nahm den Titel 1955 in sein Repertoire auf und veröffentlichte mehrere Versionen, von denen die 1958 aufgenommene Variante (an der Barber instrumentalisch nicht beteiligt war), die aus dem Album Chris Barber Plays (Volume 3) ausgekoppelt wurde, zu einem großen Verkaufserfolg in Europa und den Vereinigten Staaten wurde und 1959 Platz zwei der neu etablierten deutschen Musikmarkt-Charts sowie Platz 3 in den britischen und Platz 5 in den Billboard-Singlecharts erreichte. |
| Conny mit Friedel Berlipp & seiner Band                                                         | Ein Mädchen mit 16 (Swing aus dem Aura-Prisma-Film "Ja, so ein Mädchen mit 16) (die schönsten Ferien meines Lebens") Fred Oldörp, Rudolf-Günter Loose                   | 01.12.1959    | 1      | 27 | Electrola E 21 257 / Electrola 45-EG 8982 | B-Seite von Little Girl; Originalversion aus der Musikkomödie Ja, so ein Mädchen mit 16 (1959) von Hans Grimm. |
| Conny & die Hansen Boys & Girls mit Friedel Berlipp & seiner Band                               | Little Girl (Foxtrott aus dem Aura-Prisma-Film "Ja, so ein Mädchen mit 16) (die schönsten Ferien meines Lebens") Bobby Darin, Manny Curtis, Hans Bradtke                | 01.11.1959    | 2      | 42 | Electrola E 21 257 / Electrola 45-EG 8982 | Originalversion aus der Musikkomödie Ja, so ein Mädchen mit 16; deutschsprachige Version des Originalsongs This Little Girl's Gone Rockin aus der Feder von Bobby Darin und Manny Curtis, die 1958 in der Umsetzung von Ruth Brown Platz 7 der Billboard-R&B-Charts erreichte. |
| Conny & die Hansen Boys & Girls mit Friedel Berlipp & seinen Musette-Musikanten                 | Kleine Lucienne (Musette-Walzer aus dem Aura-Prisma-Film "Ja, so ein Mädchen mit 16) (die schönsten Ferien meines Lebens") Gerhard Froboess, Fred Oldörp                | 01.09.1959    | 4      | 8  | Electrola E 21 250 / Electrola 45-EG 8980 | Originalversion aus der Musikkomödie Ja, so ein Mädchen mit 16. Die zweisprachige Komposition (deutsch / französisch) stammt von Connys Vater Gerhard Froboess. |
| Conny & der Teenager-Club mit Friedel Berlipp & seiner Band, Arrangement: Arno Gillo            | Mr. Music (Skiffle-Fox aus dem Melodie-Sascha-Farbfilm "Wenn das mein großer Bruder wüsste") Charly Niessen, Peter Ström, Aldo von Pinelli                              | 01.09.1959    | 4      | 16 | Electrola E 21 214 / Electrola 45-EG 8961 | Originalversion aus der Musikkomödie Wenn das mein großer Bruder wüßte (1959) von Erik Ode. |
| Eddie Constantine & die Colombinos mit Tommy Voss & seinem Orchester                            | Carina R. Poes, Gilbert Obermair | 01.09.1959    | 2      | 32 | Ariola 35 482 A                           | Deutschsprachige Version des italienischen Originals von 1958 aus der Feder des Komponisten Corrado Lojacono (1924–2012). |
| Dalida mit Raymond Lefèvre & seinem Orchester                                                   | Am Tag, als der Regen kam (Regenballade) Gilbert Bécaud, Pierre Delanoë, Ernst Bader                                                                                    | 01.07.1959    | 6      | 1  | Ariola 35 686 A                           | Deutschsprachige Version des 1957 veröffentlichten französischen Chansons Le jour où la pluie viendra aus der Feder von Gilbert Bécaud und Pierre Delanoë. |
| Bobby Darin with Richard Wess & his Orchestra                                                   | Mack the Knife Kurt Weill, Bertolt Brecht, Marc Blitzstein | 01.11.1959    | 2      | 48 | Atlantic ATL 70.888                       | Englischsprachige Version der Moritat von Mackie Messer aus dem 1928 veröffentlichten Theaterstück Die Dreigroschenoper. Bobby Darin's Umsetzung entwickete sich zu einem der größten Erfolge des Jahres 1959 errang jeweils den ersten Platz der Billboard Hot 100- sowie der britischen Charts und platzierte sich in der Jahresabrechnung der Billboard-Jahrescharts 1959 auf Rang 2. |
| Carl Dobkins Jr.                                                                                | My Heart Is an Open Book Hal David, Lee Pockriss | 01.11.1959    | 2      | 25 | Brunswick 12 178                          | My Heart is An Open Book erreichte Platz 3 der Billboard Hot 100-Charts und platzierte sich in der Jahresabrechnung der Billboard-Jahrescharts 1959 auf Rang 19. |
| Angèle Durand & die Hansen Girls mit Friedel Berlipp & seiner Band, Arrangement: Arno Gillo     | Musik aus dem Himmel Traditional | 01.12.1959    | 1      | 67 | Electrola E 21 299 / Electrola 45-EG 9000 | Deutschsprachige Variante des englischen Volksliedes Greensleeves. |
| Das Eichner-Duo                                                                                 | Der alte Lumpensammler Erich Storz, Karl Golgowsky | 01.11.1959    | 2      | 29 | Metronome DM 135                          | Das Eichner-Duo war ein in den späten 1950er und frühen 1960er Jahren tätiges Volksmusik-Duo um Erich Storz und Wilfried Witte, einem Ensemble-Mitglied des Medium-Terzetts. |
| Cindy Ellis mit Viktor Reschke & seinem Fernseh-Orchester                                       | Denkst du noch an mich Peter Moesser | 01.11.1959    | 2      | 64 | Polydor 24 033                            | |
| Detlef Engel & die Twens                                                                        | Good Night (A Boy Without a Girl) Sid Jacobson, Ruth Sexton, Carl-Ulrich Blecher                                                                                        | 01.11.1959    | 2      | 54 | Telefunken U 55 172                       | Deutschsprachige Version des US-Popsongs A Boy Without a Girl, der in der Umsetzung von Frankie Avalon Platz 10 der Billboard Hot 100 erreichte. |
| Die Geschwister Fahrnberger mit dem Orchester Carl de Groof                                     | Zwei Täler weiter Heinz Heinzelmann, Renée Kiesel, Joe Burgner | 01.11.1959    | 2      | 34 | Polydor 24 025                            | |
| Die Fellows                                                                                     | Donna Maria (Ave Maria no morro) Herivelto Martins, Ralph Maria Siegel                                                                                                  | 01.12.1959    | 1      | 61 | Decca D 18 993                            | Deutschsprachige Version des spanischen Originals Ave Maria no morro aus der Feder des brasilianischen Komponisten Herivelto Martins (1912–1992). Die Version des spanischen Folklore-Trios Trio San José entwickelte sich zu einem internationalen Hit. Die Fellows waren ein bis 1962 tätiges Duo-Projekt um Karl Golgowsky und Wyn Hoop. |
| Connie Francis with David Rose & his Orchestra                                                  | My Happiness Betty Peterson Blasco, Borney Bergantine | 01.07.1959    | 1      | 15 | MGM 61 001                                | My Happiness, der seine Ursprünge in einer 1933 komponierten Melodie hat, wurde 1948 durch verschiedene Versionen u. a. der Pied Pipers und Ella Fitzgerald bekannt. Die Version von Connie Francis erreichte Platz 2 der Billboard-Verkaufscharts. |
| Freddy mit Bert Kaempfert & seinen Solisten                                                     | Du musst alles vergessen (Ay-Ay-Ay-Amigo) (Slowfox aus dem Melodie-Constantin-Film "Freddy unter fremden Sternen") Lotar Olias, Rudolf-Günter Loose                     | 01.12.1959    | 1      | 18 | Polydor 23 981                            | B-Seite des Nr.-1-Hits Unter fremden Sternen (fährt ein weißes Schiff nach Hongkong); Originalversion aus dem Musikfilm Freddy unter fremden Sternen (1959) von Wolfgang Schleif. Wie bereits sein Vorgänger Freddy, die Gitarre und das Meer im Vorjahr wurde auch Freddy unter fremden Sternen bei der Bambi-Verleihung 1961 als wirtschaftlich erfolgreichster deutscher Film ausgezeichnet. |
| Freddy mit Bert Kaempfert & seinen Solisten                                                     | Unter fremden Sternen (fährt ein weißes Schiff nach Hongkong) (Slow-Rock aus dem Melodie-Constantin-Film "Freddy unter fremden Sternen") Lotar Olias, Aldo von Pinellie | 01.11.1959    | 2      | 1  | Polydor 23 981                            | Originalversion aus dem Musikfilm Freddy unter fremden Sternen. |
| Freddy mit dem Tanzorchester Bert Kaempfert                                                     | Die Gitarre und das Meer (Beguine aus dem gleichnamigen Melodie-UFA-Film) Lotar Olias, Aldo von Pinelli                                                                 | 01.07.1959    | 6      | 1  | Polydor 23 881                            | Originalversion aus dem Musikfilm Freddy, die Gitarre und das Meer (1959) von Wolfgang Schleif. Der legendäre Song über den unglücklichen Seemann Jimmy Brown, der seine geliebte Juanita an einen anderen Mann verliert, und dem nur noch „die Gitarre und das Meer“ bleibt, hielt sich insgesamt vier Monate an der Spitze der Automatenmarkt- sowie der nachfolgenden Musikmarkt-Charts, wurde mit Platin ausgezeichnet und gewann den Goldenen Löwen von Radio Luxemburg sowie die Bravo-Jahresrangliste 1959. Der Film wurde bei der Bambi-Verleihung 1960 als wirtschaftlich erfolgreichster deutscher Film ausgezeichnet. |
| Rocco Granata & sein Quintetto Italiano                                                         | Marina Rocco Granata | 01.11.1959    | 2      | 6  | Columbia C 21 284 / Columbia 45-DW 5745   | Marina, eine Eigenkomposition des in Belgien lebenden Italieners Rocco Granata, fand über einen Impresario den Veröffentlichungsweg über Belgien und die Niederlande nach Deutschland, wo er mit einem deutschen Text aus der Feder der luxemburgischen Schlagertexterin Lilibert zu einem Bestseller avancierte, insgesamt drei Monate die deutschen Musikmarkt-Charts anführte und in der Rangfolge der Bravo-Jahrescharts 1960 auf Platz vier kam. |
| Earl Grant with Charles „Bud“ Dant & his Orchestra & Chorus                                     | The End (Jeder Tag geht zu Ende) Jimmy Krondes, Sid Jacobson, Bert Reisfeld                                                                                             | 01.07.1959    | 4      | 12 | Brunswick 12 163                          | Deutschsprachige Version des Originalhits The End, den Earl Grant speziell für den deutschsprachigen Verkaufsmarkt aufnahm. The End erreichte 1959 Platz 7 der Billboard Hot 100. |
| Max Greger & sein Orchester                                                                     | Moskauer Nächte (Подмосковные вечера) Wassili Solowjow-Sedoi, Michail Matussowski                                                                                       | 01.11.1959    | 2      | 52 | Polydor 24 073                            | Das 1955 komponierte Lied, ursprünglich eine Auftragsarbeit des sowjetischen Kulturministeriums, erhielt 1956 Einsatz in einem Dokumentationsfilm über die erste Völker-Spartakiade. |
| Willy Hagara mit Delle Haensch & seinem Orchester & Chor                                        | Dinge-dange-dong macht die Gitarre (Gotta, Lotta Songs of My Guitar) Dick Manning, Mark Markwell, R. Hoffmann                                                           | 01.12.1959    | 1      | 53 | Philips 345 167 PF                        | Deutschsprachige Version des Originalsongs Gotta, Lotta Tunes of My Guitar (auf dem deutschen Single-Label fälschlich als Songs abgedruckt) von Jimmie Rodgers. Das Original wurde nicht als Single umgesetzt und existiert als Schlussstück auf der LP Jimmie Rodgers Sings Folk Songs (1958). Hinter dem Pseudonym Mark Markwell verbergen sich die Produzenten Hugo Peretti & Luigi Creatore. |
| Das Hazy Osterwald-Sextett                                                                      | Kriminal-Tango Piero Trombetta, Kurt Feltz | 01.11.1959    | 2      | 4  | Polydor 24 048                            | Kriminal-Tango ursprünglich ein Werk des italienischen Komponisten Piero Trombetta (1914–1991), besingt die mysteriösen Vorgänge in einer Gangstern besiedelten Taverne, in deren Mittelpunkt das tangotanzende Paar Jacky Brown und Baby Miller steht. Die Ballade, die stilistisch zwischen minimalistischen Tango-Rhythmen in den Strophen und einem hochgetakteten Band-Einsatz im Refrain wechselt, gehört zu den erfolgreichsten deutschsprachigen Musikproduktionen und erfuhr über die Jahrzehnte zahlreiche Coverversionen, wie z. B. von Peter Alexander, Nina Hagen und den Toten Hosen. |
| Die Heidesänger mit dem Orchester Carl de Groof                                                 | Rote Rosen, weißer Flieder Peter Prennessel, Paul Prennessel, Horst Christ                                                                                              | 01.12.1959    | 1      | 63 | Polydor 24 143                            | Die Heidesänger waren eine in den 1950er und frühen 1960er Jahren tätige österreichische Gesangs-Combo um den Schlagersänger Rudi Kreuzberger, der parallel auch als Mitglied der Blauen Jungs tätig war. Hinter dem Pseudonym Horst Christ verbirgt sich der spätere Schlagersänger Peter Lauch, der mit seiner Begleitband die Regenpfeifer 1965 den viel diskutierten Song Das kommt vom Rudern, das kommt von Segeln („...Rudi-Rudi-Ralala...“) an die Spitze der deutschen Single-Charts brachte. |
| Ted Herold mit dem Orchester Johannes Fehring                                                   | Hey Baby (A Big Hunk o' Love) Aaron Schroeder, Sid Wyche, Joachim Relin                                                                                                 | 01.12.1959    | 1      | 45 | Polydor 24 096                            | Deutschsprachige Version des Elvis-Presley-Hits A Big Hunk of Love, der im August 1959 zwei Wochen an der Spitze der Billboard Hot 100-Charts stand. |
| Ted Herold mit dem Orchester Johannes Fehring                                                   | Ich bin ein Mann (I'm a Man) Doc Pomus, Mort Shuman, Jean Nicolas | 01.09.1959    | 1      | 26 | Polydor 24 027                            | Deutschsprachige Version des Originalsongs I'm a Man von Fabian. Ich bin ein Mann war 1990 Bestandteil des Soundtracks zum Comic-Blockbuster Werner – Beinhart!. Der deutsche Text stammt von Camillo Felgen. |
| Die Honey Twins mit dem Orchester Max Greger                                                    | Charly Brown Jerry Leiber, Mike Stoller, Carl-Ulrich Blecher | 01.07.1959    | 2      | 17 | Polydor 24 028                            | Weitere Version des Hits Charly Brown. Die Honey Twins waren ein kurzlebiges österreichisches Schlager-Duo um Andrea Horn und Trixie Kühn. |
| Johnny Horton, Arrangemment: Jimmy Driftwood                                                    | The Battle of New Orleans Jimmy Driftwood | 01.09.1959    | 3      | 17 | Philips 322 433 BF                        | The Battle of New Orleans ist ein 1936 veröffentlichter Country-Song, der die Geschehnisse um die Schlacht in New Orleans im Britisch-Amerikanischen Krieg schildert. Die Marsch-Version von Johnny Horton erreichte 1959 die Spitze des Billboard Hot 100- sowie der Country-Charts; eine zeitgleich von Lonnie Donegan veröffentliche humorvolle Skiffle-Variante kam in den britischen Charts bis auf Platz 2. 1972 übernahm die deutsche Party-Combo Les Humphries Singers die Noten für die Pop-Umsetzung Mexico, die in den deutschen Charts Platz 2 erreichte. |
| Chris Howland mit Friedel Berlipp & seiner Band                                                 | Das hab ich in Paris gelernt Horst-Heinz Henning | 01.07.1959    | 5      | 3  | Columbia C 21 095 / Columbia 45-DW 5699   | Der Verkaufserfolg von Das hab ich in Paris gelernt zog 1960 die Produktion der Schlagerkomödie Das hab’ ich in Paris gelernt (1960) von Thomas Engel nach, in der Chris Howland die Hauptrolle spielte. |
| Stonewall Jackson                                                                               | Waterloo John D. Loudermilk, Marijohn Wilkin | 01.10.1959    | 1      | 30 | Philips 322 458 BF                        | Der Country-Song, der exemplarisch drei kulturelle bzw. historische Personen vorstellt, die ihr persönliches "Waterloo' erlebt haben – Adam, Napoleon Bonaparte und Tom Dooley – erreichte die Spitze der US-Countrycharts sowie den vierten Platz in den Billboard Hot 100. |
| Die James Brothers mit dem Orchester Werner Scharfenberger                                      | Cowboy Billy (Foxtrot aus dem Alfa-Melodie-Gloria-Film "Melodie und Rhythmus") Werner Scharfenberger, Fini Busch, Aldo von Pinelli                                      | 01.09.1959    | 4      | 6  | Polydor 24 068                            | Originalversion aus der Musikkomödie Melodie und Rhythmus (1959) von John Olden. |
| Jan & Kjeld                                                                                     | Tiger Rag Nick LaRocca | 01.12.1959    | 1      | 57 | Ariola 35 302 A                           | Der Tiger Rag ist ein 1917 komponierter Dixieland-Jazzstandard. Jan und Kjeld Wennick, ein dänisches Brüderpaar, das zuerst im Familienverbund mit dem Vater, ab 1958 als Banjo-Duo auftrat, kam über Gesangswettbewerbe und Auftritte im dänischen Rundfunk- und Fernsehbetrieb zu ihrem Schallplattenvertrag, der sie 1959 auch in Deutschland bekannt machte. Die Folge-Single Banjo Boy erreichte 1960 den Spitzenplatz der deutschen Musikmarkt-Charts. |
| Johnny and the Hurricanes                                                                       | Red River Rock Tom King, Ira Mack, Fred Mendelsohn | 01.12.1959    | 1      | 24 | London DL 20 253                          | Der Red River Rock ist eine Rock'n'Roll-Instrumentalumsetzung des Folksongs Red River Valley. Sie entwickelte sich zu einem internationalen Hit und erreichte jeweils den dritten Platz der deutschen und britischen Charts sowie Platz 5 der Billboard Hot 100. |
| Tommy Kent mit Horst Wende & seinen Tanzsolisten                                                | Susie Darlin Robin Luke, Peter Moesser | 01.07.1959    | 5      | 4  | Polydor 23 853                            | Deutschsprachige Version des gleichnamigen Originalhits von Robin Luke, der Platz 5 der Billboard Hot 100 errang. |
| Tommy Kent mit Viktor Reschke & seinem Fernseh-Orchester                                        | Wie keine andere (o Mona) (Personality) Harold Logan, Lloyd Price, Günter Lex                                                                                           | 01.11.1959    | 2      | 45 | Polydor 24 035                            | Deutschsprachige Version des R&B-Hits Personality von Lloyd Price, der die Spitze der US-R&B-Charts und den zweiten Platz der Billboard Hot 100 errang. |
| Peter Kraus mit dem Orchester Johannes Fehring                                                  | Ich bin ja so allein (Lonely Boy) Paul Anka, Jean Nicolas | 01.11.1959    | 2      | 12 | Polydor 24 099                            | Deutschsprachige Version von Paul Ankas Nr.1-Hit Lonely Boy. Der deutsche Text stammt von Camillo Felgen. |
| Peter Kraus mit dem Orchester Johannes Fehring                                                  | Tiger Ollie Jones, Hans Bradtke | 01.12.1959    | 1      | 9  | Polydor 24 099                            | B-Seite von Ich bin ja so allein; deutschsprachige Version des gleichnamigen US-Hits von Fabian, der Platz 3 der Billboard Hot 100 errang. |
| Peter Kraus mit dem Orchester Erwin Halletz                                                     | Kitty Cat (Foxtrot aus dem Divina-Melodie-Gloria-Film "Alle lieben Peter") Erwin Halletz, Aldo von Pinelli, Hans Bradtke                                                | 01.07.1959    | 5      | 7  | Polydor 23 957                            | Originalversion aus der Musikkomödie Alle lieben Peter (1959) von Wolfgang Becker. |
| Peter Kraus mit dem Orchester Werner Scharfenberger                                             | Sugar-Baby (Foxtrot aus dem Melodie-Constantin-Film "Wenn die Conny mit dem Peter") Werner Scharfenberger, Fini Busch, Aldo von Pinelli                                 | 01.07.1959    | 1      | 11 | Polydor 23 844                            | Originalversion aus der Musikkomödie Wenn die Conny mit dem Peter (1958) von Fritz Umgelter. |
| Peter Kraus mit dem Orchester Werner Scharfenberger                                             | Wunderbar wie du (langsamner Foxtrot aus dem Alfa-Melodie-Gloria-Film "Melodie und Rhythmus") Werner Scharfenberger, Fini Busch, Aldo von Pinelli                       | 01.09.1959    | 4      | 14 | Polydor 24 069                            | Originalversion aus der Musikkomödie Melodie und Rhythmus. |
| Gitta Lind & Christa Williams mit Arno Flor & seinem Orchester                                  | My Happiness (Immer will ich treu dir sein) Borney Bergantine, Peter Göhler, Dieter Rasch, Nicola Wilke                                                                 | 01.07.1959    | 6      | 3  | Telefunken U 55 137                       | Deutschsprachige Version des Connie Francis-Hits My Happiness. Hinter den Pseudonymen Dieter Rasch und Nicola Wilke stehen Ralf Arnie und Lale Andersen. |
| Gitta Lind, die Sunnies & das Cornel-Trio mit dem Orchester Addy Adrigo                         | Eine Kette weißer Blüten (Jacky, oh Jacky) Ernst Jäger, Klaus Elken | 01.11.1959    | 1      | 63 | Telefunken U 55 161                       | |
| Little Gerhard & die Hansen Boys & Girls mit Friedel Berlipp & seiner Band                      | Juke-Box-Baby Peter Igelhoff, Peter Ström, Peter Poll | 01.11.1959    | 1      | 61 | Electrola E 21 201 / Electrola 45-EG 8953 | Little Gerhard, bürgerlich Karl-Gerhard-Lundkvist (* 1934) war ein schwedischer Rock'n'Roll-Sänger, der Ende der 1950er Jahre einige deutschsprachige Aufnahmen veröffentlichte. Hinter dem Pseudonym Peter Poll verbirgt sich Friedel Berlipp. |
| Die Mainzer Hofsänger, Leiter: Karl Heinz Fries                                                 | So ein Tag, so wunderschön wie heute Lotar Olias, Walter Rothenburg | 01.11.1959    | 2      | 37 | Odeon O 21-249 / Odeon O-45 29 243        | So ein Tag, so wunderschön wie heute ist ein Klassiker unter den Karnevalsliedern der 1952 für die Fassnachtskampagne der Mainzer Hofsänger, eines 1926 gegründeten städtischen Chores. Er wird bis heute als Hymne für Mainz bleibt Mainz, wie es singt und lacht eingesetzt. |
| Jimmy Makulis mit dem Tanzorchester Gert Wilden                                                 | Gitarren klingen leise durch die Nacht Horst Reipsch, Erich Moderer | 01.11.1959    | 2      | 7  | Ariola 35 270 A                           | Cover-Version des 1959 in der DDR veröffentlichten Originalschlagers von Günter Geißler. |
| Mitch Miller & his Orchestra & Chorus                                                           | Jonny, sing dein Lied noch mal (Sing Along) Robert Allen, Carl-Ulrich Blecher                                                                                           | 01.11.1959    | 2      | 31 | Philips 327 201 PF                        | Deutschsprachige Version des Originals Sing Along, das Mitch Miller speziell für den deutschsprachigen Verkaufsmarkt produzierte. |
| Domenico Modugno con William Galassini e la sua orchestra, all' organo Hammond: Mario Migliardi | Piove (Ciao ciao Bambina) Domenico Modugno, Dino Verde | 01.07.1959    | 3      | 12 | Polydor 66 908                            | Modugno gewann mit dem Titel das Sanremo-Festival 1959 und erreichte beim Eurovision Song Contest 1959 den sechsten Platz. Die Single wurde in der Bundesrepublik innerhalb der Ende der 1950er Jahre laufenden Fonit-Serie herausgebracht, die ausgesuchte italienische Produktionen präsentierte. |
| The Monty Sunshine Quartet                                                                      | Si tu vois ma mère Sidney Bechet | 01.11.1959    | 1      | 62 | Metronome B 1339                          | |
| Die Nilsen Brothers mit Friedel Berlipp & seiner Band                                           | Tom Dooley II (Tom Dooley, du bist ein guter Mann) Russ Hamilton, Arno Gillo                                                                                            | 01.11.1959    | 2      | 40 | Electrola E 21 237 / Electrola 45-EG 8975 | Deutschsprachige Version des 1959 veröffentlichten Popsongs The Reprieve of Tom Dooley von Russ Hamilton. |
| Die Nilsen Brothers mit Friedel Berlipp & seiner Studio Band                                    | Tom Dooley Traditional, Arno Gillo | 01.07.1959    | 4      | 7  | Electrola E 21 053 / Electrola 45-EG 8880 | Deutschsprachige Version des Nr.1-Hits Tom Dooley, der wie das Original des Kingston Trio die Spitze der deutschen Charts erreichte. Die Nilsen Brothers verleihen dem melancholischen Traditional eine gesunde Portion Humor, was sich in der Übersetzung des Refrains zeigt: Alles vorbei, Tom Dooley – noch vor dem Morgenrot ist es geschehn, Tom Dooley – morgen, dann bist du tot. |
| Ralf Paulsen mit dem Orchester Erich Werner                                                     | Tränen in deinen Augen (Chi Chi) Barry De Vorzon, Henry Levine, Kurt Feltz                                                                                              | 01.11.1959    | 2      | 16 | Polydor 24 089                            | Deutsche Textversion des Instrumentalstücks Chi Chi von John Buck & his Blazers. Ralf Paulsen war in den frühen 1960er Jahren ein einflussreicher Vertreter der deutschen Country-Welle und veröffentlichte u. a. eine eingedeutschte Variante des Bonanza-Intros. |
| Elvis Presley with the Jordanaires                                                              | A Big Hunk o' Love Aaron Schroeder, Sid Jaxon | 01.09.1959    | 3      | 23 | RCA 47-7600                               | A Big Hunk o' Love besetzte im August 1959 für zwei Wochen die Spitze der Billboard Hot 100. |
| Elvis Presley with the Jordanaires                                                              | I Need Your Love Tonight Sid Wayne, Bickley Reichner | 01.08.1959    | 1      | 15 | RCA 47-7506                               | I Need Your Love Tonight war im Mai/Juni 1959 für fünf Wochen an der Spitze der britischen Charts geführt und erreichte in den Billboard Hot 100 den vierten Platz. |
| Lloyd Price & his Orchestra, Arrangement: Don Costa                                             | Personality Harold Logan, Lloyd Price | 01.09.1959    | 4      | 17 | Electrola 45-EG 8964 / Electrola E 21 220 | Personality erreichte 1959 die Spitze der R&BCharts, den zweiten Platz in den Billboard Hot Charts und erreichte in der Abrechnung der Billboard-Jahrescharts 1959 den dritten Platz. |
| Bill Ramsey mit dem Orchester Werner Twardy                                                     | Souvenirs (Foxtrot aus dem Mundus-Constantin-Film "Kein Mann zum Heiraten") Cy Coben, Jonny Bartels                                                                     | 01.10.1959    | 3      | 1  | Polydor 24 037                            | Deutschsprachige Version des gleichnamigen Originals von Barbara Evans; Originalversion aus der Schlagerkomödie Kein Mann zum Heiraten (1959) von Hans Deppe. Der Song nimmt auf satirische Weise die Jagd nach Prominenten-Andenken aufs Korn. |
| Cliff Richard & the Drifters                                                                    | Living Doll (from Film "Serious Charge") Lionel Bart | 01.10.1959    | 2      | 19 | Columbia C 21 254 / Columbia 45-DW 5736   | Originalversion aus dem Musicaldrama Die Schamlosen (1959) von Terence Young, der in den 1960er Jahren die 007-Verfilmungen James Bond – 007 jagt Dr. No, James Bond 007 – Liebesgrüße aus Moskau und James Bond 007 – Feuerball inszenierte. Der Song, der 1959 die Spitze der UK-Charts erreichte, wurde 1986 im Rahmen der Comic Relief, die im Jahr zuvor parallel zu Band Aid als Hilfsorganisation zur Unterstützung der Bedürftigen der Hungersnot in Äthiopien 1984–1985 gegründet wurde, neu aufgelegt und kam auch in dieser Version auf Platz 1. Cliff Richards Begleit-Combo ist nicht mit der gleichnamigen US-amerikanischen Doo-Wop-Gruppe The Drifters zu verwechseln – nach der Umbenennung wurde sie als the Shadows zu einer der erfolgreichsten Instrumentalgruppen der britischen Musikgeschichte, die innerhalb ihrer Geschichte insgesamt fünf Nummer-1-Hits im Vereinigten Königreich ablieferte, von denen der bekannteste die epische Wildwest-Komposition Apache ist. |
| Ralf Roberts mit dem Orchester Johannes Fehring                                                 | Der Leierkastenmann von Notre Dame Karl Götz, Georg Heil, Heinz Heinzelmann                                                                                             | 01.11.1959    | 2      | 51 | Polydor 24 046                            | |
| Ivo Robić & die Song-Masters                                                                    | Morgen (One More Sunrise) Peter Moesser | 01.10.1959    | 3      | 2  | Polydor 23 923                            | Morgen, die erste deutschsprachige Single des jugoslawischen (später kroatischen) Sängers Ivo Robić, der in den späten 1950er und frühen 1960er Jahren primär mit Cover-Versionen englischsprachiger Pop-Klassiker große Erfolge feierte. Der Song erreichte Platz 2 der deutschen Musikmarkt-Charts, gewann 1960 den Bronzenen Löwen von Radio Luxemburg und steht als seltenes Beispiel für eine deutschsprachige Produktion, die auch im englischsprachigen Ausland Charterfolge verzeichnen konnte und bis auf Platz 13 der Billboard Hot 100 stieg. |
| Santo & Johnny                                                                                  | Sleep Walk Santo Farina, Johnny Farina, Ann Marina | 01.12.1959    | 1      | 47 | Sonet T 7081                              | Der Steel Guitar-Klassiker des italoamerikanischen Brüderpaares Santo und Johnny Farina erreichte im September die Spitze der Billboard Hot 100, platzierte sich in den Billboard-Jahrescharts 1959 auf Platz 11 und ist Bestandteil zahlreicher Film-Soundtracks. |
| Wolfgang Sauer mit Studio-Orchester & Chor                                                      | Wenn die Glocken hell erklingen (The Three Bells) (Les trois cloches) Jean Vilard, Günther Schwenn, Michael Freytag                                                     | 01.12.1959    | 1      | 28 | Electrola 45-EG 8904 / Electrola E 21 304 | Deutschsprachige Version des Originals The Three Bells der Country-Gruppe the Browns, das sich ebenfalls in den deutschen Musikmarkt-Charts platzieren konnte. |
| Bubi Scholz mit Werner Müller & seinem Orchester                                                | Sie hat nur Bluejeans (We`ve Got a Secret) Lon Ford, Carl Ford, Hans Bradtke                                                                                            | 01.11.1959    | 1      | 59 | Telefunken U 55 176                       | Deutschsprachige Version des Originals 24 Hours a Day von Lori und Carl Ford. Gustav „Bubi“ Scholz (1930–2000), der als Profiboxer zu den erfolgreichsten deutschen Sportlern der 1950er und frühen 1960er Jahre zählte und 1958 den Europameistertitel im Mittelgewicht gewann, war der erste Sportler, der aus kommerziellen Gründen zeitweilige Ausflüge in die Unterhaltungsindustrie unternahm und auch gelegentlich als Schauspieler arbeitete. |
| Dietmar Schönherr mit dem Orchester Rolf Anders                                                 | Such das Glück der Welt (The Hanging Tree) Jerry Livingston, Mack David, Carl Ulrich Blecher                                                                            | 01.11.1959    | 2      | 35 | Philips 345 151 PF                        | Deutschsprachige Version des Originals The Hanging Tree von Marty Robbins, das als Titelsong des Westerns Der Galgenbaum (1959) von Delmer Daves mit Gary Cooper und Maria Schell in den Hauptrollen fungierte, 1960 eine Oscar-Nominierung als bester Song errang und in den US-Countrycharts bis auf Platz 15 stieg. Dietmar Schönherr, der zu diesem Zeitpunkt bereits als Fernseh- und Theaterschauspieler bekannt war und nur einen kurzen und wenig erfolgreichen Ausflug in die Musikbranche unternahm, wurde 1966 durch seine Rolle als Commander Cliff Allister McLane in der Science-Fiction-Kultserie Raumpatrouille zum Star; von 1969 bis 1972 moderierte er an der Seite seiner Ehefrau, der dänischen Sängerin Vivi Bach, die erfolgreiche wie skandalträchtige ZDF-Spielshow Wünsch Dir was. |
| Die Teddies mit Werner Cyprys & Horst Wende & seinen Tanzsolisten                               | Morgen wirst du um mich weinen (Slowfox aus dem gleichnamigen Cinelux-Cosmopol-Film) Werner Cyprys, Walter Brandin                                                      | 01.11.1959    | 2      | 41 | Polydor 24 118                            | Originalversion aus dem Drama Morgen wirst du um mich weinen (1959) von Alfred Braun. |
| Tom & Tommy mit Horst Wende & seinen Tanzsolisten                                               | Eine Handvoll Heimaterde Karl Götz, Peter Kaegbein | 01.07.1959    | 6      | 9  | Polydor 23 978                            | Tom & Tommy war ein von 1959 bis 1963 aktives Schlagerduo, das sich aus den Sängern Kurt Stephan und Richard Gatermann zusammensetzte, die parallel auch in weiteren Schlagerprojekten wie dem Roland-Trio und den Rixdorfer Sängern tätig waren. |
| Vico Torriani mit Klaus Ogermann & seinem Orchester                                             | Piano Klaus Ogermann, Klaus Hertha | 01.11.1959    | 2      | 49 | Decca D 18 998                            | |
| Trio San José                                                                                   | Ave Maria no morro Herivelto Martins | 01.08.1959    | 5      | 17 | Columbia C 20 378 / Columbia 45-DW 5615   | |
| Caterina Valente mit Werner Müller & dem RIAS-Tanzorchester                                     | La strada del amore Jack Reardon, Hans Bradtke | 01.07.1959    | 4      | 19 | Decca D 18 960                            | Deutschsprachige Version des gleichnamigen Originals von Michael St. John. |
| Caterina Valente mit Werner Müller & dem RIAS-Tanzorchester                                     | Schau ich zum Himmelszelt (Slow-Rock aus dem CCC-Film "Du bist wunderbar" im Gloria-Filmverleih) Werner Müller, Ralf Arnie, Ernst Bader                                 | 01.11.1959    | 2      | 36 | Decca D 18 982                            | Originalversion aus dem Revuefilm Du bist wunderbar (1959) von Paul Martin. |
| Caterina Valente mit Werner Müller & dem RIAS-Tanzorchester                                     | Tschau Tschau Bambina...! (Ciao, ciao, Bambina...!) Domenico Modugno, Dino Verde, Glando                                                                                | 01.07.1959    | 3      | 2  | Decca D 18 935                            | Deutschsprachige Version des italienischen Originals Ciao, ciao, Bambina...! von Domenico Modugno. Modugno gewann mit dem Titel das Sanremo-Festival 1959 und erreichte beim Eurovision Song Contest 1959 den sechsten Platz. |
| Billy Vaughn & his Orchestra                                                                    | Aloha Oe Traditional | 01.07.1959    | 6      | 8  | London DL 20 254                          | Big Band-Instrumentalversion; Der 1877/78 komponierte Folksong Aloha ʻOe (deutsch: Lebe wohl) ist der berühmteste musikalische Produktion der Insel Hawaii, die bis heute in unzähligen Cover-Versionen umgesetzt wurde und Bestandteil vieler Filmproduktionen ist. |
| Billy Vaughn & his Orchestra                                                                    | Blue Hawaii Leo Robin, Ralph Rainger | 01.07.1959    | 2      | 14 | London DL 20 217                          | Blue Hawaii ist ursprünglich ein Filmsong, der 1937 für die Musicalkomödie Waikiki Wedding (1937) von Frank Tuttle geschrieben und von Bing Crosby präsentiert wurde. |
| Billy Vaughn & his Orchestra                                                                    | Morgen (One More Sunrise) Peter Moesser | 01.11.1959    | 2      | 3  | London DL 20 282                          | Big Band-Instrumentalversion des Ivo Robić-Hits. |
| Gerhard Wendland & die Moonlights                                                               | Sie (My Heart Is an Open Book) Lee Pockriss, Hal David, Kurt Hertha | 01.10.1959    | 2      | 19 | Philips 345 157                           | Deutschsprachige Version des Carl Dobkins-Hits My Heart Is an Open Book. |
| Ilse Werner mit dem Orchester Josef Niessen                                                     | Baciare Josef Niessen, Willy Dehmel | 01.12.1959    | 1      | 65 | Ariola 35 476                             | Ilse Werner (1921–2005) war eine Unterhaltungskünstlerin, die neben ihrer Tätigkeit als Schauspielerin und Sängerin ab den 1940ern vor allem durch ihr Talent als Kunstpfeiferin Berühmtheit erlangte. |